# 汤米·萨洛
汤米·萨洛（瑞典語：Tommy Salo，1971年2月1日—），瑞典男子冰球运动员。他曾代表瑞典参加1994年、1998年和2002年冬季奥林匹克运动会冰球比赛，其中1994年奥运会获得一枚金牌。